# Marian McPartland
Marian McPartland, OBE (20. března 1918 Slough, Anglie – 20. srpna 2013 New York) byla britská jazzová klavíristka. Na klavír začala hrát již jako dítě a později mimo klavíru studovala i klasickou hudbu a hru na housle. V roce 1938 začala vystupovat s kapelou Billy Mayerl's Claviers a v roce 1944 se poprvé setkala se svým pozdějším manželem, kornetistou Jimmy McPartlandem. V roce 2000 získala ocenění NEA Jazz Masters. Během své kariéry spolupracovala s dalšími hudebníky, mezi které patří George Shearing, Helen Merrill, Alice Coltrane nebo Bill Evans. Zemřela přirozenou smrtí ve svých pětadevadesáti letech.